# Senna timoriensis
Senna timoriensis är en ärtväxtart som först beskrevs av Dc., och fick sitt nu gällande namn av Howard Samuel Irwin och Rupert Charles Barneby. Senna timoriensis ingår i släktet sennor, och familjen ärtväxter. Inga underarter finns listade i Catalogue of Life.

## Bildgalleri

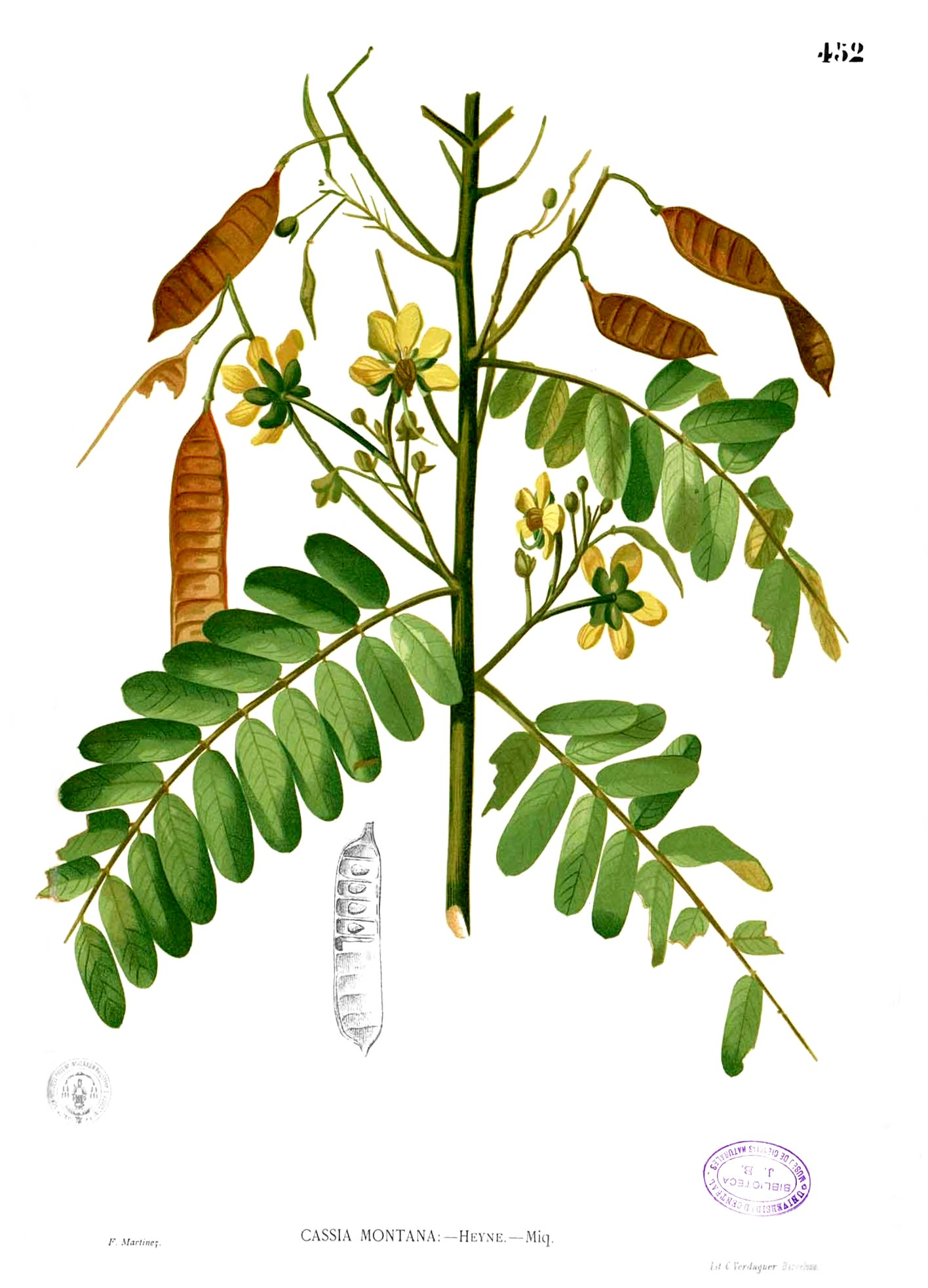